# Schut (ägyptische Mythologie)

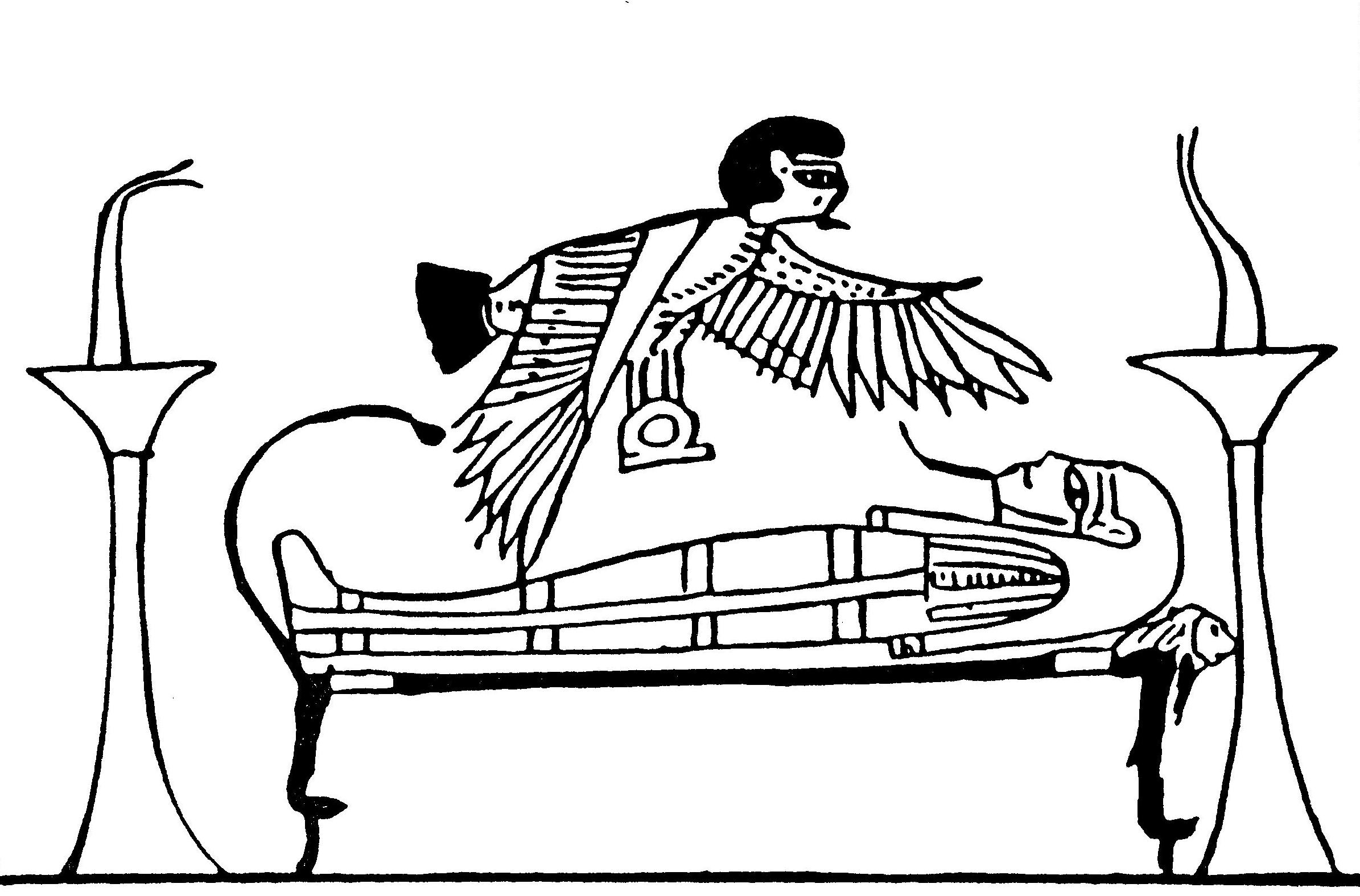

In der Vorstellung der Alten Ägypter war der Schut, beziehungsweise der Schatten eines Menschen das Äquivalent zu dessen Geist und damit ein Teil seines Wesens. Nach dem Tod konnte sich dieser vorübergehend vom Körper lösen und frei umherwandeln.
In den Gräbern des Neuen Reiches ist zu sehen, wie der Schatten, begleitet vom Seelenvogel Ba das Grab (siehe: Sandgrab, Mastaba, Pyramide und Felsengrab) verlässt. Im ägyptischen Totenbuch heißt es: „Ihr doch Dämonen, die ihr einsperrt Osiris im Kerker, mögt ihr vernichtet in die Finsternis stürzen! Mein Schatten sei euch nicht ausgeliefert! Meine Seele sei euch nicht gefangen gegeben! Ein Weg sei geöffnet für meinen Schatten, für meine Seele, auf dass am Tag des Gerichts im Jenseits sie die Götter, die Großen, in sein Schrein erschaue.“